# أكوناك تادالات تاها تازوغاي (فلم)
أكوناك تادالات تاها تازوغاي (بالإنجليزية: Akounak Tedalat Taha Tazoughai)، هُو فيلم دراما نيجيري صدر سنة 2015، وقد أخرجه Christopher Kirkley.

## وصلات خارجية
- مقالات تستعمل روابط فنية بلا صلة مع ويكي بيانات